# Hannovers universitet

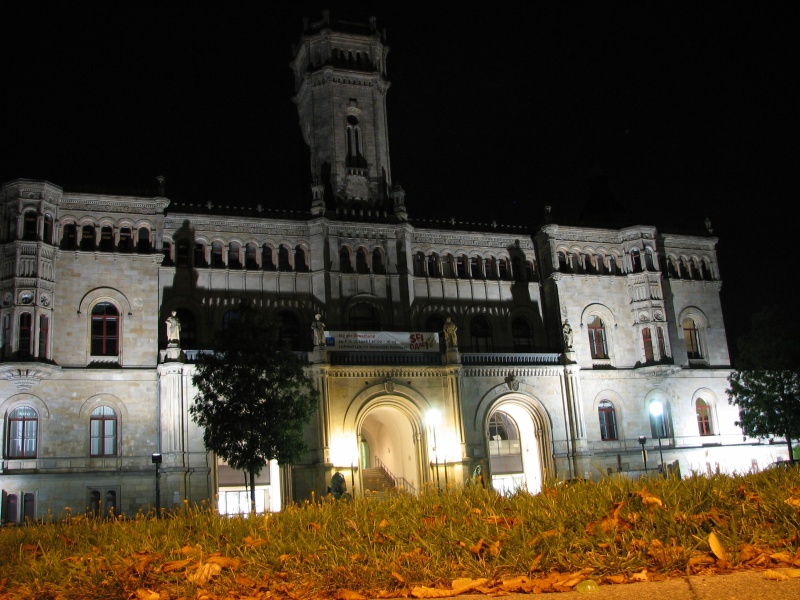
Universitetets huvudbyggnad Hannover Welfenschloß nattetid 2006

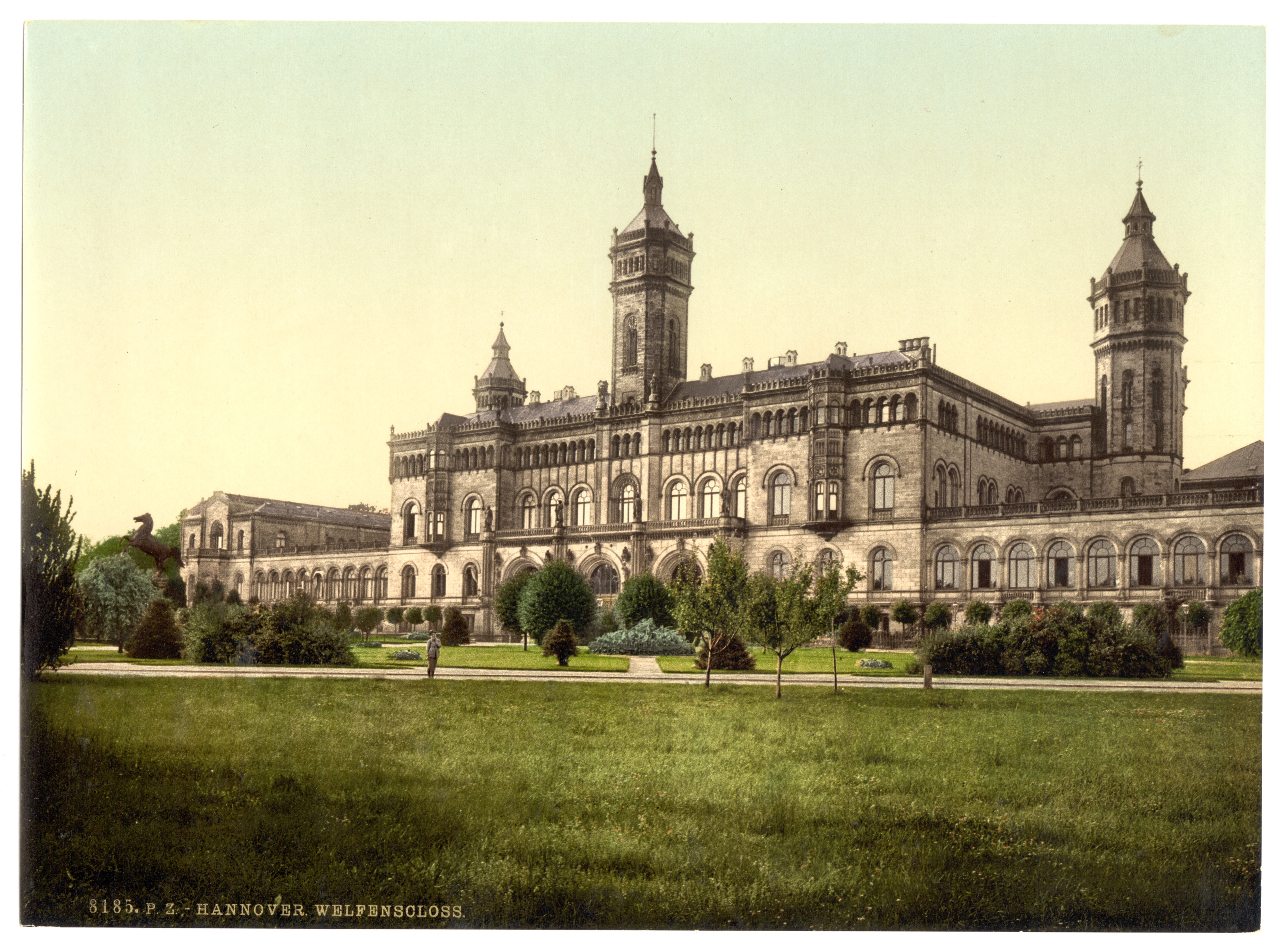
1895

Gottfried Wilhelm Leibniz Universität Hannover är Niedersachsens näst största universitet.
Gottfried Wilhelm Leibniz Universität Hannover är medlem i TU 9.